# Sebastian Calw
Sebastian Calw (* 18. März 1600 in Heilbronn; † 16. Mai 1673 ebenda) war vom 2. Januar 1650 bis zu seinem Tod 1673 Bürgermeister von Heilbronn.

## Leben
Calw war seit dem 4. September 1628 Mitglied des Gerichts und gehörte seit dem 27. Oktober 1638 dem kleinen, inneren Rat (von den burgern) an. Er war ab dem 18. März 1643 Steuerherr und wurde am 2. Januar 1650 Bürgermeister.
Calw erwarb am 5. August 1636 das Haus des ehemaligen Bürgermeisters Johann Philipp Orth in der Klostergasse mit 1350 fl. Er war in erster Ehe mit Anna Maria Becht, der Tochter des Bürgermeisters Simon Weinmann den Jüngeren verheiratet. Anna Maria war die Witwe des Bürgermeisters Georg Becht. In zweiter Ehe heiratete er Anna Maria Imlin, die Witwe des Enkels von Bürgermeister Clement Imlin. Daraus gingen Kinder hervor: Sebastian Calw der Jüngere und Maria Elisabeth. Maria Elisabeth heiratete später den Sohn des Bürgermeisters Conrad Spölin und der Enkeltochter von Bürgermeister Balthasar Aff. Die Verwandtschaftsbeziehungen bezeugen die enge Verbundenheit der im reichsstädtischen Heilbronn herrschenden Patrizierfamilien.
Die Calws stammen ursprünglich aus Malmsheim (bei Renningen) und sind in Heilbronn seit dem Jahre 1595 belegt. Das Wappen der Familie zeigt einen großen Löwen.